# Gesneria rupincola
Gesneria rupincola är en tvåhjärtbladig växtart som beskrevs av Ignatz Urban. Gesneria rupincola ingår i släktet Gesneria och familjen Gesneriaceae. Inga underarter finns listade i Catalogue of Life.